# Погалево-Велике
Погалево-Велике (пол. Pogalewo Wielkie) — село в Польщі, у гміні Бжег-Дольний Воловського повіту Нижньосілезького воєводства.
Населення — 531 особа (2011).
У 1975-1998 роках село належало до Вроцлавського воєводства.

## Демографія
Демографічна структура станом на 31 березня 2011 року:
|          | Загалом | Допрацездатний вік | Працездатний вік | Постпрацездатний вік |
| -------- | ------- | ------------------ | ---------------- | -------------------- |
| Чоловіки | 261     | 58                 | 185              | 18                   |
| Жінки    | 270     | 57                 | 168              | 45                   |
| Разом    | 531     | 115                | 353              | 63                   |